# Alpheus candei
Alpheus candei är en kräftdjursart som beskrevs av Félix Édouard Guérin-Méneville 1855. Alpheus candei ingår i släktet Alpheus och familjen Alpheidae. Inga underarter finns listade i Catalogue of Life.